# Geografia de Granada

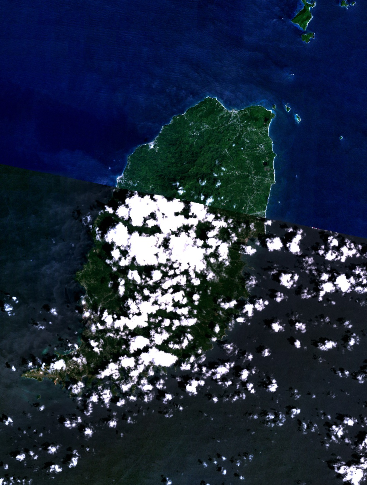
Imagem de satélite da ilha de Granada

A ilha de Granada propriamente dita é a ilha maior; as Granadinas, mais pequenas, são Carriacou, Petit Martinique, Rhonde, Caille, Diamond, Large, Saline e Frigate. A maior parte da população do país vive na ilha de Granada, e as localidades principais dessa ilha são a capital, Saint George's, e também Grenville e Gouyave. A maior localidade das outras ilhas é Hillsborough em Carriacou.
As ilhas são de origem vulcânica e o interior de Granada é relativamente montanhoso, com vários pequenos rios a descer até ao mar. O clima é tropical: quente e húmido, e Granada sofre ocasionalmente o efeito de furacões.
As Granadinas encontram-se divididas entre os estados de Granada e São Vicente e Granadinas, sendo os territórios separados pelo Canal de Martinica.